# 窪孔表孔珊瑚
窪孔表孔珊瑚（学名：Montipora foveolata）为軸孔珊瑚科表孔珊瑚屬下的一个种。